# Kolektivní dům v Litvínově
Kolektivní dům v Litvínově (zkráceně Koldům) je rozsáhlý obytný dům v severovýchodní části města Litvínova při silnici do Lomu a Loučné. Jedná se o významnou stavbu československé poválečné architektonické avantgardy, postavenou v letech 1948-1950. Jejími autory jsou Václav Hilský a Evžen Linhart. Dům je technickou památkou.

## Idea Koldomu
Kolektivní dům (Koldům) jako svébytný stavební druh je výsledkem práce levicově zaměřených architektů a společenské poptávky v první polovině 20. století. V koldomech měly být soustředěny veškeré funkce, které člověk potřebuje k životu, v jednom objektu. Součástí koldomů tak mělo být nejen bydlení, ale i veškeré občanské vybavení, včetně školek, jídelen a volnočasových zařízení. Prvním koldomem postaveným v Československu, byl Kolektivní dům ve Zlíně architekta J. Voženílka. Největší realizací pak byl Kolektivní dům v Litvínově.

## Kolektivní dům (Koldům) v Litvínově

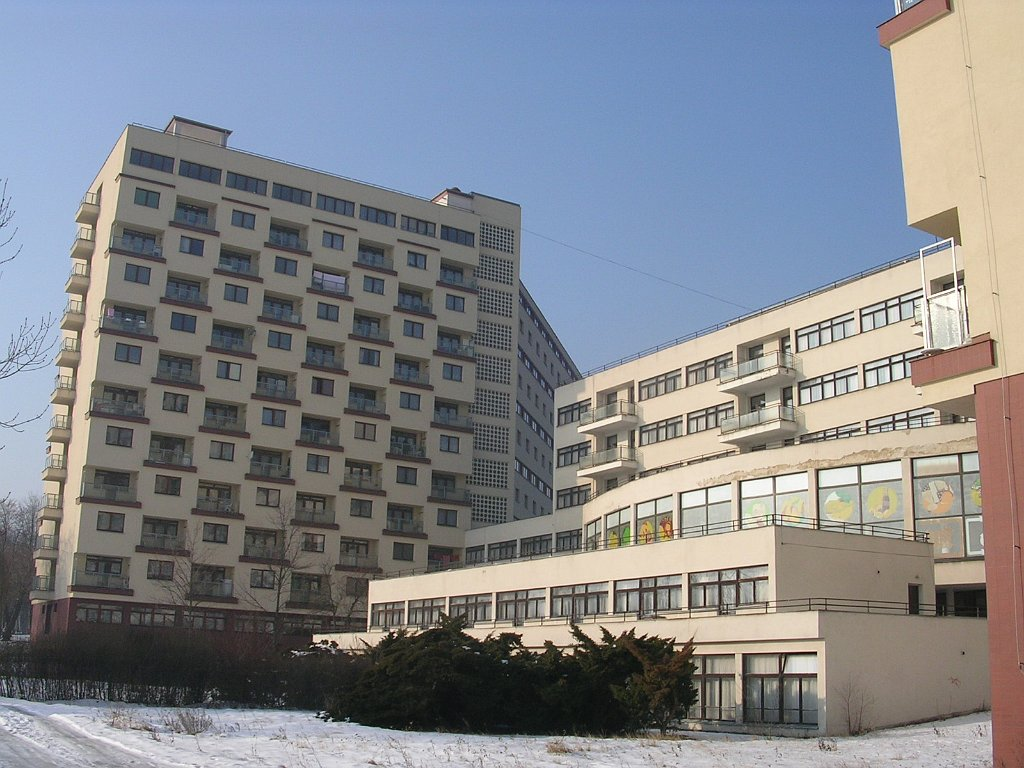
Koldům v Litvínově, pohled ze zahrady

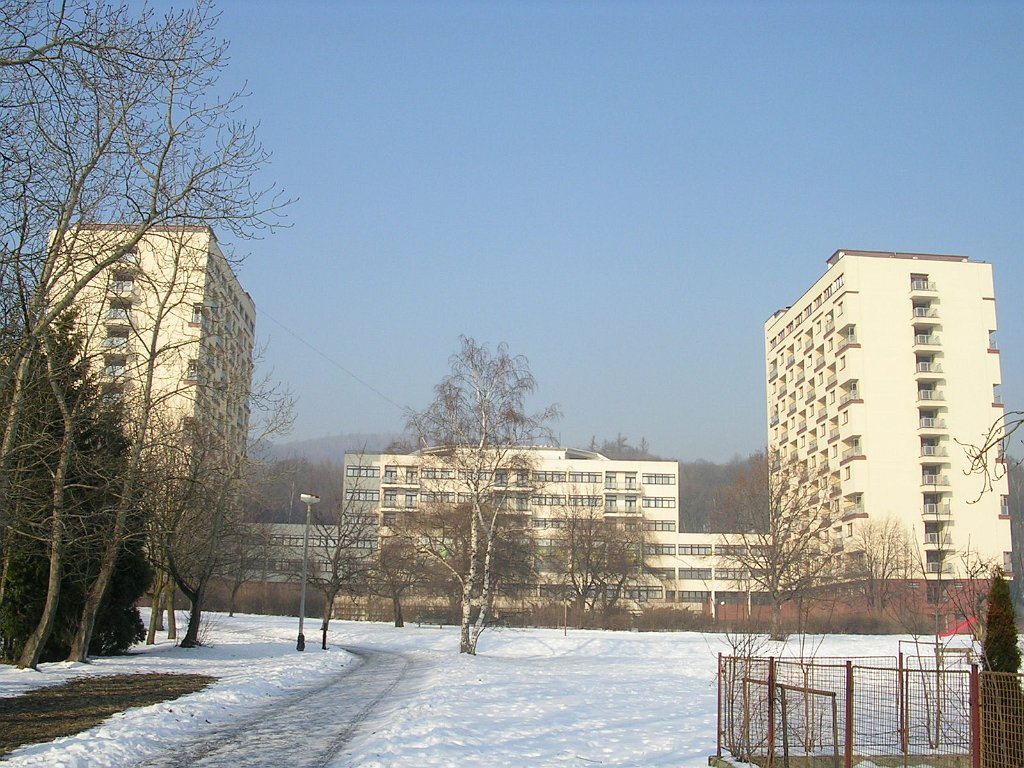
Koldům v Litvínově, pohled od tenisových kurtů

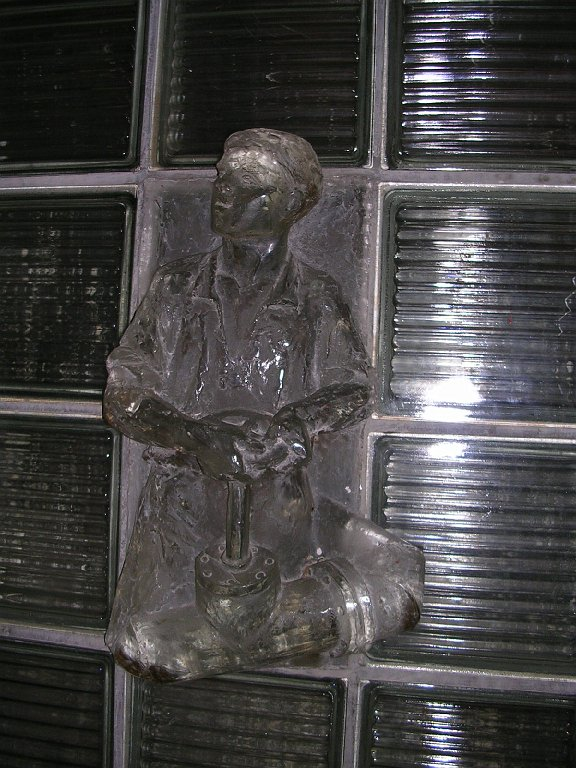
Koldům v Litvínově, skleněná tvarovka s reliéfem dělníka

### Počátky Koldomu
Koldům v Litvínově vznikl podle projektu, vybraného na základě architektonické soutěže proběhlé v roce 1947, ale dostavěn byl až v roce 1958. Jeho autory byli Václav Hilský a Evžen Linhart. Původním záměrem bylo postavit takovýchto koldomů sedm, vzhledem k finanční situaci ale nebyly zbylé objekty realizovány.[zdroj?]

### Předobrazy litvínovského Koldomu
Koldům je slohově zařaditelný do přetrvávajícího předválečného funkcionalismu či levicové avantgardy. Na domě lze vysledovat několik inspiračních zdrojů: Le Corbusierova Unité d'habitation v Marseille, sovětská levicová avantgarda 20. let (M. J. Ginzburg, bratři Leonidové)[zdroj?] i generace předválečného čs. funkcionalismu, jíž byl Hilský členem. Dá se ovšem s nadsázkou říci, že tímto domem avantgarda v Československu nadlouho skončila.

### Architektonické řešení
Symetricky komponovaný dům sestává ze dvou zalomených třináctipodlažních křídel, obsahujících byty a jednoho vloženého sedmipodlažního, obsahujícího občanskou vybavenost, tedy jesle, mateřskou školku, prádelnu, společnou lednici, jídelnu, obchody atd. Obsahuje tři typy bytů: mezonetové (dvoupodlažní) 3+1, 2+1 a garsoniéry. Celkem Koldům obsahuje 352 bytů pro 1400 zaměstnanců chemického kombinátu v Záluží u Mostu. V Záluží stál rodinný dům postavený v proporcích mezonetového bytu v Koldomu, ovšem bez vytápění v podlaze, které bylo použito pro Koldům.
Kolektivní dům byl postaven také ve Zlíně, tehdejším Gottwaldově.
Projekt získal na Trienále užitného umění v Miláně Zlatou medaili.

### Úpadek myšlenky koldomu a dnešní doba
Prakticky ještě před úplným dokončením domu se ukázala myšlenka Koldomu jako neuskutečnitelná. Koldům tak později fungoval a dodnes funguje vlastně jako běžný bytový dům s malometrážními byty. Problémem ale zůstává určitá nepřizpůsobitelnost domu pozdějším požadavkům na bydlení, což se projevuje např. ve velikosti kuchyní, protože se předpokládalo hromadné stravování v jídelně. Střední část dnes funguje jako restaurace, hotel byl uzavřen. I některé další prostory neslouží původnímu záměru a čekají na využití. Koupaliště za Koldomem slouží svému účelu dodnes.